# Lang HS.30步兵战车
Lang HS.30步兵战车（又称SPz 12-3）是联邦德国于1958年装备的一款步兵战车，由瑞士的西斯帕诺·苏莎公司设计。其装备了一门高威力的20毫米机炮，使其成为第一款现代意义上的步兵战车。但由于繁多的设计缺陷和机械故障，使订单数量大减。原定生产10,000辆，实际仅交付2,176辆。联邦国防军中的Lang HS.30已被黄鼠狼步兵战车取代。

## 背景与设计

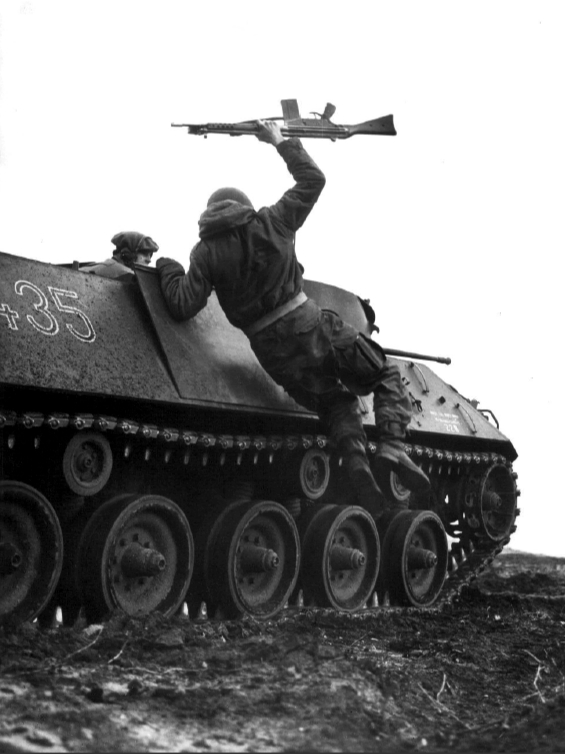
西德装甲掷弹兵正从HS.30步兵战车上下车

冷战初期，核战争的威胁催生出全封闭、高机动的新型装甲车辆，以运送步兵伴随主战坦克作战。关于这种装甲车辆的定位，每个国家各执己见。美国认为这种战车应扮演“战场出租车”的角色，负责将步兵运送至战场，具有浮渡能力，而火力和装甲仅限于自卫，这种定位的产物为M113装甲运兵车。而德国基于二战期间装甲掷弹兵（机械化步兵）的作战经验，重视步兵和装甲车、装甲车和坦克间的协同作战，认为运兵车也应具有较为强大的火力和装甲配合步兵和坦克进攻，这种思维则催生出步兵战车。
1956年，西斯帕诺·苏莎公司向联邦德国国防部提交了新型步兵战车的设计，公司内部编号HS.30。这款战车是德国作战思维的集中体现：车体前部装有一个小型炮塔，内装一门HS.820 20毫米机炮和一挺同轴7.62毫米MG3通用机枪。 机炮将承担攻击敌方直升机、轻型装甲车辆和其他软目标的任务，使己方主战坦克能专注于敌方坦克等硬目标。车体装甲由均质钢焊接而成，全方位厚30毫米，倾斜45度，可抵御20毫米武器射击，在当时属于世界一流水平，但也因此比M113重四吨。车全高仅1.85米，远低于M113的2.5米，进一步提高了隐蔽和生存性。动力装置为劳斯莱斯B81 Mk 80F汽油发动机，位于车体后部，每侧有五个扭杆悬挂的负重轮和三个托带轮。车内可容纳八名乘员，包括驾驶员、车长、炮手和五名步兵。运兵舱空间拥挤狭窄，无射击孔。由于发动机后置，步兵只能由车体顶部的舱门进出。全车无三防、亦无浮渡能力。
1958年，联邦国防部在原型车尚未问世时即批准定型量产，军方编号SPz (Lang) HS.30。SPz是步兵战车Schützenpanzer的缩写，Lang意为“长”，以示和另一款较小的战车SPz (Kurz)有所区别（Kurz意为“短”）。两者的关系类似二战时期的Sd.Kfz. 251和Sd.Kfz. 250半履带车：较大的前者用于机械化步兵配合装甲部队，而较小的后者则用于侦察单位。

## 服役历史

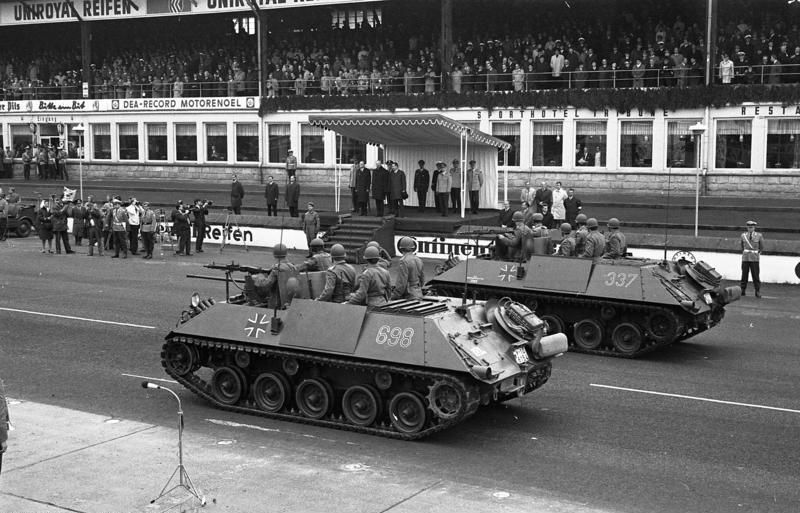
1969年6月6日，联邦德国庆祝北约成立20周年阅兵上出现的Lang HS.30

尽管德国强调步兵战车在步兵旅中的作用，但因为成本限制，实际运用中每个德国装甲掷弹兵旅只有一个步兵营装备了Lang HS.30，其余仍然使用卡车或者M113装甲运兵车运送步兵。由于数量不足，戴姆勒-奔驰将一批乌尼莫克S404卡车改造成HS.30步兵战车的外形，用来训练装甲掷弹兵步坦协同作战。
联邦国防军装备的Lang HS.30步兵战车服役至1980年，从1974年开始，更为先进的黄鼠狼步兵战车逐步替代Lang HS.30。1970年代末期，有30辆Lang HS.30賣給秘鲁。退役后的Lang HS.30大部分被用作靶场目标。

### 缺陷与丑闻
随着Lang HS.30列装部队，一系列设计缺陷逐渐暴露出来，主要问题集中在动力装置上。設計初期HS.30的噸位預定為9公噸，但實際量產的版本重達14.5公噸，這導致輸出220匹馬力的勞斯萊斯引擎可靠度大減，且耗油量惡化，导致HS.30的越野性能低下，无法跟上豹1主战坦克。其通风、传动、散热、转向、刹车和橡胶悬挂系统故障频发，需要时常更换零件，造成大量开支。问题的主要原因在于西斯帕诺·苏莎公司缺乏制造装甲车辆的经验，以及对原型测试的故意忽略。
低劣的可靠性、仓促的审批和一万辆之多的庞大订单额引发了公众的怀疑。法兰克福评论报和德国全景月刊经过调查，最终揭露了其中存在的腐败：承辦研製與採購合約的國防部官員在过程中收受至少230万马克的賄賂，執政黨德国基督教民主联盟也採購中獲得5000万马克的政治獻金。这件被称为“HS.30醜聞”的事件，是德国近代军事史上重要的軍購弊案之一。最终，德国联邦国防部将订单从一万辆减少至2176辆，联邦议院向西斯帕诺·苏莎公司支付了5170万马克，每辆约23.8万马克。

## 衍生型号

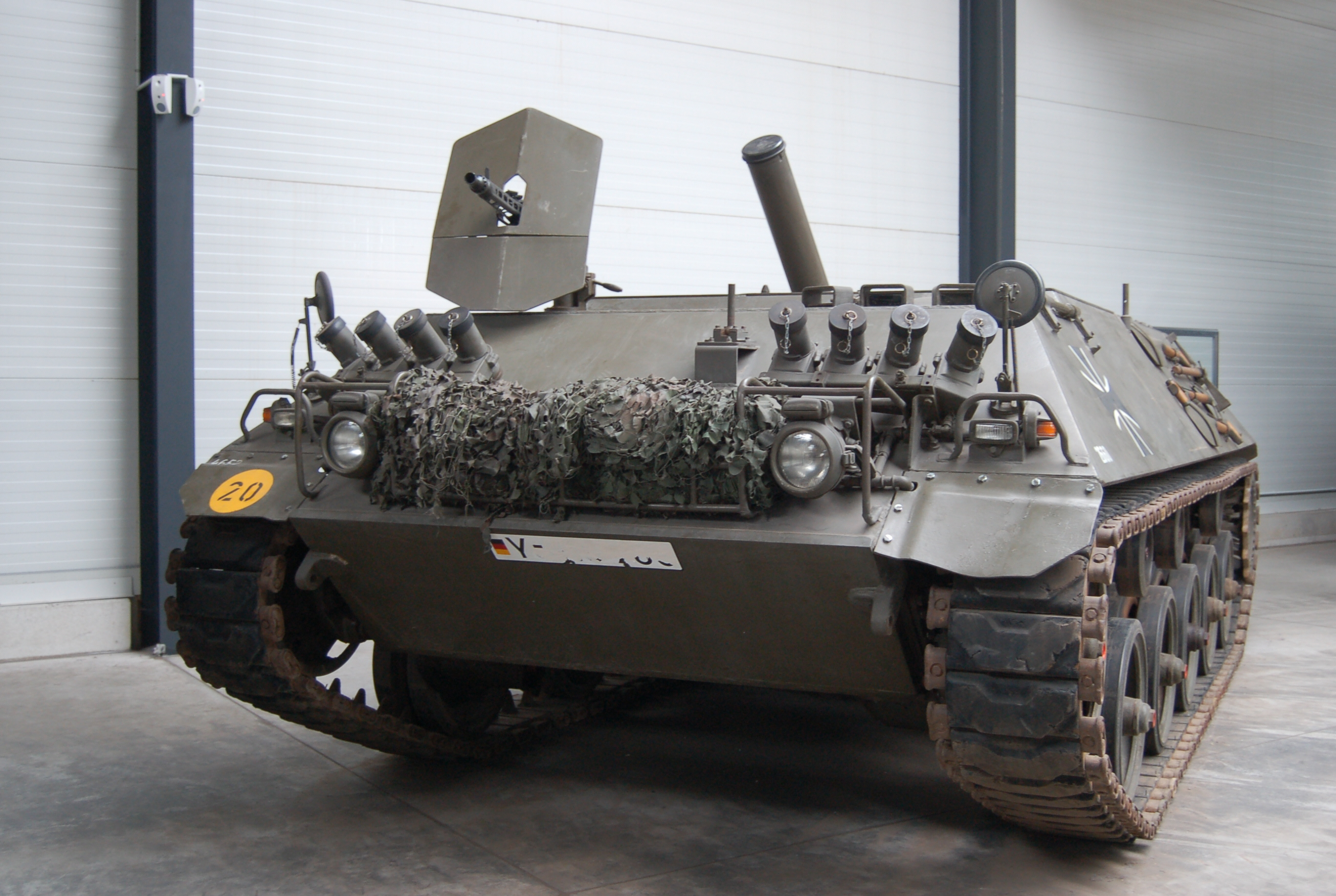
HS.30自行迫击炮型

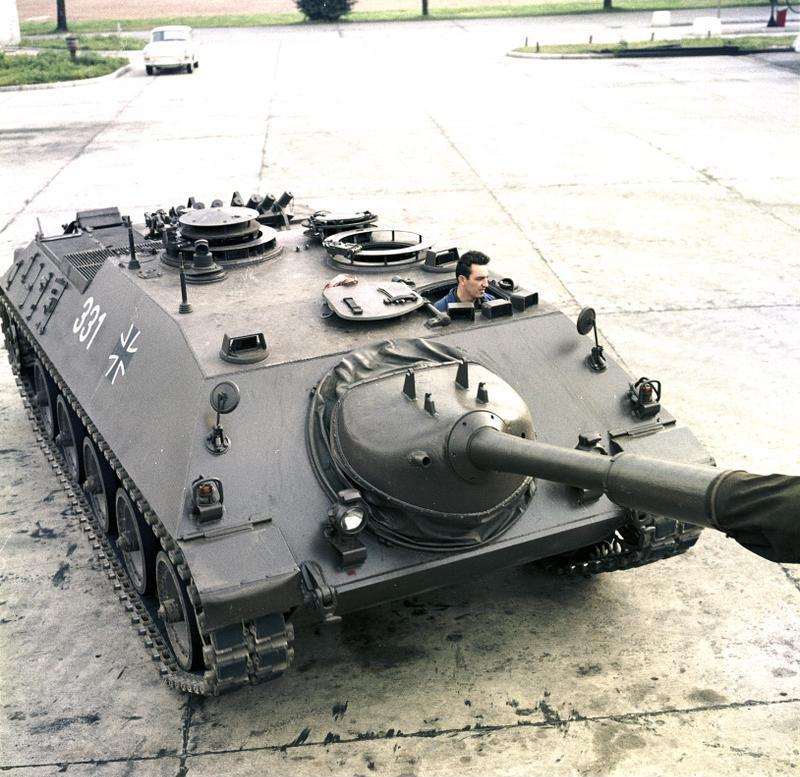
KanonenJagdPanzer坦克歼击车

尽管HS.30步兵战车本身并不成功，但其拥有众多衍生型号，其底盘被联邦国防军广泛用于各种用途。
- Schützenpanzer lang, Gruppe：标准型步兵战车
- Schützenpanzer lang, FüFu：指挥车型
- Schützenpanzer lang, LGS M40A1：反坦克型，车顶加装一门106毫米M40A1无后坐力炮
- Schützenpanzer lang, Panzermörser：自行迫击炮，早期型装有一门81毫米迫击炮，1966年升级至一门120毫米迫击炮
- Schützenpanzer lang, Feuerleitpanzer：炮兵观察车型
- KanonenJagdPanzer：基于HS.30底盘的坦克歼击车。固定战斗室内装有一门90毫米L/40.4反坦克炮；正面最厚处50毫米；500马力MTU柴油发动机，最大时速70千米/时
- Raketenjagdpanzer 1：基于HS.30底盘的反坦克导弹发射车。固定战斗室内有两具可伸缩的SS.11反坦克发射器，备弹10枚，保留了220马力的劳斯莱斯发动机，最大时速51千米/时
- Raketenjagdpanzer 2：反坦克导弹发射车。改用Kanonejagdpanzer的底盘，因此拥有MTU柴油发动机，最大时速提升至70千米/时，备弹增加至14枚
- Jaguar 1：Raketenjagdpanzer 2的现代化改造型，将SS.11导弹改为一具HOT型反坦克导弹，并增强了装甲
- Jaguar 2：Jaguar 1的现代化改造型，将HOT型反坦克导弹改为陶式反坦克导弹
- Spähpanzer Ru 251：基于Kanonejagdpanzer底盘的侦察坦克，用以取代过时的M41轻型坦克。装有莱茵金属设计的炮塔，火炮为90毫米L/40.4坦克炮。原型车于1963年完成，但项目因豹1主战坦克的成功而终止。